# کریستن روپنیان
کریستن روپنیان (انگلیسی: Kristen Roupenian؛ زادهٔ ~۱۹۸۲) نویسنده، مؤلف اهل ایالات متحده آمریکا است.